# Dabing

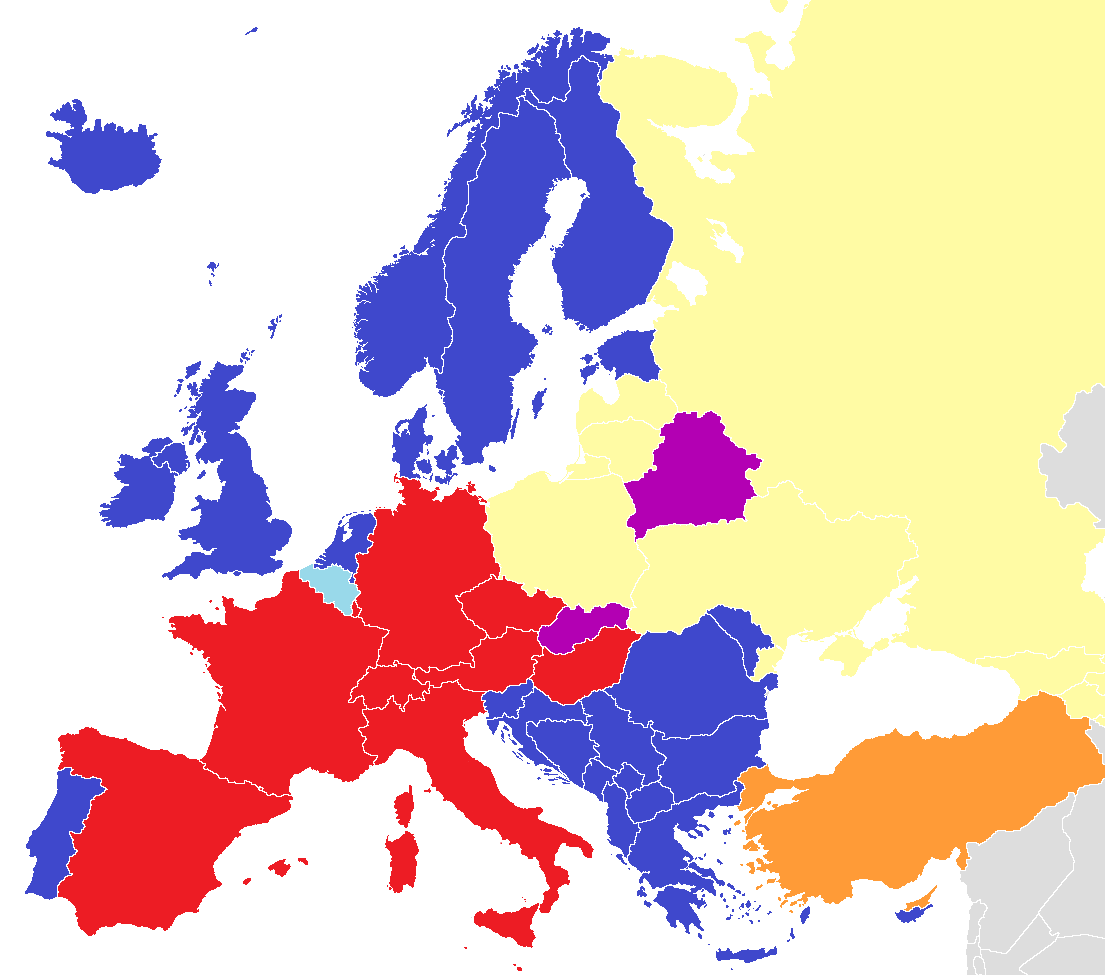
Dabing v Evropě:
Země užívající výhradně vlastní dabing pro všechny filmy.
Země užívající kromě vlastního dabingu i dabing ze zemí, jejichž jazyk je pro ně srozumitelný.
Země užívající dabing pouze příležitostně, v jiných případech filmy s titulky.
Země užívající dabing pouze u pořadů pro děti, v jiných případech filmy s titulky.
Země užívající tzv. voiceover, dabování filmů pouze několika herci při zachování původního znění.

Dabing (z anglického dubbing) je umělecký proces užívaný ve specifických částech scénického umění (nejčastěji film, televize, počítačové hry), při kterém jsou původní dialogy herce nebo herců přemluveny jinými herci (jde o specifické hlasové herectví) s úmyslem nezměnit ostatní zvukové složky filmového díla (ruchy, hudba). Dabing se nejčastěji užije v případě vzniku jiné jazykové verze díla.
Setkat se s ním však lze i v případě, kdy je původní hercův projev z nějakého důvodu nepoužitelný, a je tedy nutno jej přemluvit někým jiným v témže jazyce (velmi často se tento princip využívá např. při natáčení reklamních spotů, kde často vystupují neherci s neškoleným hlasovým projevem).

## Tvorba dabingu

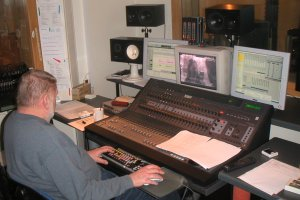
Dabing filmu Star Wars, Epizoda III ve studiu LS Productions (na fotografii mistr zvuku Jiří Moudrý)

K tvorbě dabingu jsou vždy[zdroj?] potřeba tzv. mezinárodní pásy (Music & Effects), což jsou zvukové stopy obsahující hudbu a zvukové efekty, chybí v nich dialogy.
V dřívějších letech vznikal dabing pomocí tzv. smyček, které vznikly fyzickým rozstříháním filmového pásu na několikaminutové části, které byly slepeny (a tím vznikly nekonečné smyčky). Každá smyčka pak byla ve studiu promítána dokola tak dlouho, dokud se přítomným hercům nepodařilo namluvit všechny repliky v dané smyčce ke spokojenosti dabingového režiséra.
Od tohoto postupu se upustilo s příchodem videokazet a digitální techniky.
Dnes je celý postup kompletně digitální, což mj. znamená, že herci mohou chodit do dabingového studia po jednom a dabovat postavu zvlášť, tj. nejdříve namluví všechny své repliky postava X, pak postava Y, pak postava Z, aniž by se tito tři herci museli někdy setkat (i když ve filmu mají jejich postavy společné scény).
V případě některých dabingů pro kina (někdy i na DVD) je běžné, že se natočený zvuk odešle do původního zahraničního studia, které film natočilo, a zde je smíchán tak, aby přesně odpovídal původnímu zvukovému mixu. U náročných projektů může dabing vznikat měsíc a stát okolo milionu Kč.[zdroj?] U filmů pro video a televizi může být dabing hotov za jeden den.[zdroj?]
Dabing zhotovený pro kina je většinou používán i pro DVD, video a televizi, ale existují i výjimky, především u starších filmů, kde nevyhovuje technická kvalita dabingu nebo pokud je nákup práv k dabingovému dílu nákladnější než tvorba nového.
Protože poptávka po dabingu je (především pro televizi a video) velká, existuje v Česku přes 20 společností[zdroj?] vyrábějících dabing.
Klonování hlasu by mohlo dabing změnit.

## Typy dabingu
Synchronní dabing, známý z českého prostředí, je specialitou střední a jižní Evropy. V Polsku převládá rychlodabing. Ve světě se nejčastěji využívá titulkování (písemný překlad, titulky).

## Postsynchron
Podobnou technikou jako dabing je tzv. postsynchron, což je dodatečné ozvučování filmu. Tato technika se používala velmi běžně zejména z toho důvodu, že staré typy filmových kamer byly velmi hlučné a jejich zvuk by v původním zvukovém záznamu působil rušivě a nepřirozeně. Proto bylo nutné většinu filmů znovu ozvučovat dodatečně po natáčení ve zvukovém studiu. Znamenalo to, mimo jiné, že herci vlastně dabovali sami sebe (nebo i jiného herce, pokud mluvil jiným jazykem nebo bylo nutné jej předabovat z jiných důvodů, např. ve filmu Jak básníkům chutná život „hovoří“ Eva Vejmělková hlasem Zlaty Adamovské nebo ve filmu S tebou mě baví svět nadabovala Zdenu Studénkovou Naďa Konvalinková. Libora Landu ve filmu Kameňák jako Adama Tajchnera namluvil Michal Jagelka, jako Evu Vítkovou Martina Menšíková.
I s nástupem moderních bezhlučných kamer a s rozvojem digitálního záznamu zvuku i obrazu se tato technika dodatečného ozvučování filmových děl používá, pokud není kontaktní zvuk dostatečně kvalitní, např. kvůli rušení v pozadí, nebo z důvodu obtížného snímání scény.
Ve vzácných případech je možné se setkat se staršími českými filmy, které nebyly upraveny technikou postsynchronu buď z toho důvodu, že byla použita bezhlučná filmová kamera (což byla ve své době nákladná záležitost a takových kamer byl nedostatek), nebo filmaři přistoupili k poměrně náročnému odhlučnění, respektive k provizornímu zvukovému zatlumení starší a za normálních okolností dosti hlučné filmové kamery (např. film Nejistá sezóna byl natočen starou kamerou bez postsynchronu).

## Předabování

### Česká republika
Z důvodu autorských práv dochází často ke skutečnosti, že existuje několik verzí českého dabingu pro zahraniční film. Ale přesto se vyskytují filmy, kdy předabování provede stejná organizace (například film Sedm statečných byl nadabován od ČST i od následnické ČT). Samotná ČT uvádí, že k předabování dochází pouze, pokud je k dispozici pouze nekvalitní dabing.
Příklady filmů s více verzemi dabingu:
- Kmotr (verze VHS, DVD, ČT a TV Prima) – např. postava Vito Corleone (Marlon Brando) byla dabována Karlem Chromíkem, Petrem Haničincem, Aloisem Švehlíkem a Jiřím Štěpničkou
- Terminátor (verze Kino-VHS, HBO, TV Premiéra a TV Nova (též i DVD)) – např. postava Terminátora (Arnold Schwarzenegger) byla dabována Jiřím Zavřelem, Pavlem Soukupem (ve více verzích) a Jiřím Pomeje
- Rocky (verze Kino, VHS, ČT a DVD) – např. postava Rocky Balboa (Sylvester Stallone) byla dabována Ladislavem Frejem, Pavlem Rímským (ve více verzích) a Jiřím Štěpničkou
- Rambo (verze VHS, DVD a TV) – např. postava Johna J. Ramba byla dabována Markem Pavlovským, Pavlem Rímským a Alešem Procházkou

Další příklady:
- Komando (3 verze)
- Duna (4 verze)
- Hudson Hawk (4 verze)
- Sedm statečných (4 verze)
- Četa (3 verze)
- Smrtonosná past (3 verze)
- Kačeří příběhy (2 verze)
- Knight Rider (2 verze)

### Někteří čeští dabéři
- Jan Maxián (např.: Spongebob v kalhotách, Griffinovi, Čas na dobrodružství, Madagaskar, Tučňáci z Madagaskaru, Andyho dobrodružství, Špekáček a Feferonka – Příběhy z lednice, Anča a Pepík, Lichožrouti, Velké dobrodružství Čtyřlístku)
- Filip Švarc (např.: Top Gear, Dva a půl chlapa, Drtivá porážka, Madagaskar, Kung Fu Panda, Pevnost Boyard, Taková moderní rodinka)
- Libor Bouček (např.: Ninjago, Robinson Crusoe: Na ostrově zvířátek, Tučňáci z Madagaskaru, Kung Fu Panda)
- Michal Suchánek (např.: Robinson Crusoe: Na ostrově zvířátek, Happy Feet 2, Příšerky pod hladinou)
- Michal Novotný (např.: Jak jsem poznal vaši matku, Ratatouille, Bobovy burgery, Moje rodina)
- Josef Carda (např.: Dva a půl chlapa, Simpsonovi, Simpsonovi ve filmu, Kancl)
- Jan Vondráček (např.: Simpsonovi, Simpsonovi ve filmu, Griffinovi, Malý Pán)
- Jan Dolanský (např.: Futurama, Angry Birds ve filmu, Emoji ve filmu, Hobit)
- Miroslav Táborský (např.: Harry Potter, Červený trpaslík, Malý Pán)
- Jiří Lábus (např.: Simpsonovi, Simpsonovi ve filmu, Děsivé dějiny)
- Aleš Háma (např.: Teorie velkého třesku, Gumballův úžasný svět)
- Jakub Wehrenberg (např.: Teorie velkého třesku, Malý Sheldon)
- Richard Genzer (např.: Happy Feet 2, Příšerky pod hladinou)
- Martin Dejdar (např.: Simpsonovi, Simpsonovi ve filmu)
- Bohdan Tůma (např.: Kobra 11, Městečko South Park, Simpsonovi. Propojení herci např. Jim Carrey, Will Smith, Denzel Washington a další)
- Petr Rychlý (např. Přátelé, V husí kůži, Jmenuju se Earl, Californication, Griffinovi. Daboval hry jako: Mafia: The City of Lost Heaven , Mafia: Definitive Edition)
- Radovan Vaculík (např. Simpsonovi, Městečko South Park, Chůva v akci)
- Aťka Janoušková (např.: Animáci, Včelka Mája)
- Libor Terš (např.: Madagaskar, Tučňáci z Madagaskaru, Animáci, Simpsonovi)